# Medgyessy-kormány
A Medgyessy-kormány Magyarország rendszerváltás utáni ötödik kormánya volt.

## Története
A kormányt ugyanaz a két párt alkotta, mint 1994 és 1998 között a Horn-kormányt: az MSZP és az SZDSZ. Érdekesség, hogy Medgyessy Péter miniszterelnök nem volt tagja egyik kormánypártnak sem (sem más pártnak). A kormány 2002. május 27-én tette le a hivatali esküt.
A koalíció kétszer került válságba: először 2002-ben, amikor kiderült a miniszterelnök rendszerváltás előtti titkosszolgálati működése (D-209). Ekkor az SZDSZ még bizalmáról biztosította Medgyessyt és segített pozíciójában maradni. A második válság 2004 augusztusában következett be, amikor Medgyessy egy kormány-átalakítás során le akarta váltani Csillag István gazdasági minisztert. Az SZDSZ (akinek a jelöltje volt Csillag) erre válaszul megvonta a bizalmat a kormányfőtől, aki a közelgő bizalmatlansági indítvány elől a lemondásba „menekült”. A kormányfő előbb augusztus 25-én kívánt lemondani, ezt azonban visszavonta kicsivel később viszont mégis benyújtotta; lemondását követően ügyvezető miniszterelnökként 2004. szeptember 29-éig volt hivatalban. A kormányfő utódja Gyurcsány Ferenc és első kormánya lett.

## A kormány tagjai
| Név                                                                                                   | hivatal kezdete      | hivatal vége         | párt                         | megjegyzés                                                              |
| Miniszterelnök                                                                                        | Miniszterelnök       | Miniszterelnök       | Miniszterelnök               | Miniszterelnök                                                          |
| --- | -------------------- | -------------------- | ---------------------------- | ----------------------------------------------------------------------- |
| Medgyessy Péter                                                                                       | 2002. május 27.      | 2004. szeptember 29. | pártonkívüli                 | lemondása után ügyvezető miniszterelnökként                             |
| Gyurcsány Ferenc                                                                                      | 2004. szeptember 29. | 2004. október 3.     | MSZP                         | ügyvezető miniszterelnökként saját kormánya megalakulásáig (október 4.) |
| Miniszterelnöki Hivatalt vezető miniszter                                                             |                      |                      |                              |                                                                         |
| Kiss Elemér                                                                                           | 2002. május 27.      | 2003. február 21.    | pártonkívüli                 |                                                                         |
| Kiss Péter                                                                                            | 2003. március 3.     | 2004. október 4.     | MSZP                         |                                                                         |
| Belügyminiszter                                                                                       |                      |                      |                              |                                                                         |
| Lamperth Mónika                                                                                       | 2002. május 27.      | 2004. október 4.     | MSZP                         |                                                                         |
| Külügyminiszter                                                                                       |                      |                      |                              |                                                                         |
| Kovács László                                                                                         | 2002. május 27.      | 2004. október 4.     | MSZP                         |                                                                         |
| Pénzügyminiszter                                                                                      |                      |                      |                              |                                                                         |
| László Csaba                                                                                          | 2002. május 27.      | 2004. február 15.    | pártonkívüli                 |                                                                         |
| Draskovics Tibor                                                                                      | 2004. február 16.    | 2004. október 4.     | pártonkívüli                 |                                                                         |
| Gazdasági és közlekedési miniszter                                                                    |                      |                      |                              |                                                                         |
| Csillag István                                                                                        | 2002. május 27.      | 2004. október 4.     | pártonkívüli                 |                                                                         |
| Földművelésügyi miniszter                                                                             |                      |                      |                              |                                                                         |
| Németh Imre                                                                                           | 2002. május 27.      | 2004. október 4.     | Agrárszövetség/ pártonkívüli | pártja időközben egyesületté alakult                                    |
| Igazságügyminiszter                                                                                   |                      |                      |                              |                                                                         |
| Bárándy Péter                                                                                         | 2002. május 27.      | 2004. október 4.     | pártonkívüli                 |                                                                         |
| Egészségügyi, szociális és családügyi miniszter                                                       |                      |                      |                              |                                                                         |
| Csehák Judit                                                                                          | 2002. május 27.      | 2003. szeptember 14. | MSZP                         |                                                                         |
| Kökény Mihály                                                                                         | 2003. szeptember 15. | 2004. október 4.     | MSZP                         |                                                                         |
| Nemzeti Kulturális Örökség minisztere                                                                 |                      |                      |                              |                                                                         |
| Görgey Gábor                                                                                          | 2002. május 27.      | 2003. május 18.      | pártonkívüli                 |                                                                         |
| Hiller István                                                                                         | 2003. május 19.      | 2004. október 4.     | MSZP                         |                                                                         |
| Oktatási miniszter                                                                                    |                      |                      |                              |                                                                         |
| Magyar Bálint                                                                                         | 2002. május 27.      | 2004. október 4.     | SZDSZ                        |                                                                         |
| Foglalkoztatáspolitikai és munkaügyi miniszter                                                        |                      |                      |                              |                                                                         |
| Kiss Péter                                                                                            | 2002. május 27.      | 2003. március 2.     | MSZP                         |                                                                         |
| Burány Sándor                                                                                         | 2003. március 3.     | 2004. október 4.     | MSZP                         |                                                                         |
| Honvédelmi miniszter                                                                                  |                      |                      |                              |                                                                         |
| Juhász Ferenc                                                                                         | 2002. május 27.      | 2004. október 4.     | MSZP                         |                                                                         |
| Környezetvédelmi miniszter                                                                            |                      |                      |                              |                                                                         |
| Kóródi Mária                                                                                          | 2002. május 27.      | 2003. május 18.      | SZDSZ                        |                                                                         |
| Persányi Miklós                                                                                       | 2003. május 19.      | 2004. október 4.     | pártonkívüli                 |                                                                         |
| Gyermek-, ifjúsági és sportminiszter                                                                  |                      |                      |                              |                                                                         |
| Jánosi György                                                                                         | 2002. május 27.      | 2003. május 18.      | MSZP                         |                                                                         |
| Gyurcsány Ferenc                                                                                      | 2003. május 19.      | 2004. október 4.     | MSZP                         |                                                                         |
| Informatikai és hírközlési miniszter                                                                  |                      |                      |                              |                                                                         |
| Kovács Kálmán                                                                                         | 2002. május 27.      | 2004. október 4.     | SZDSZ                        |                                                                         |
| Európai integrációs ügyekért felelős tárca nélküli miniszter (2003. május 19-étől 2004. május 1-jéig) |                      |                      |                              |                                                                         |
| Juhász Endre                                                                                          | 2003. május 19.      | 2004. május 1.       | pártonkívüli                 |                                                                         |
| Esélyegyenlőségért felelős tárca nélküli miniszter (2003. május 19-étől 2004. június 13-áig)          |                      |                      |                              |                                                                         |
| Lévai Katalin                                                                                         | 2003. május 19.      | 2004. június 13.     | pártonkívüli                 |                                                                         |